# Bartol Čulić
Bartol Čulić, (ur. 6 marca 1907 w Splicie, zm. 30 kwietnia 1948 w Zagrzebiu) – chorwacki piłkarz, występujący na pozycji bramkarza.

## Kariera klubowa
Pierwsze piłkarskie szlify Čulić odbierał w lokalnym klubie SK Uskoka Split, natomiast szczytowym punktem kariery były występy w latach 1926–1939 w Hajduku Split. W barwach Hajduka w lidze jugosłowiańskiej wystąpił 285 razy i w roku 1929 zdobył mistrzostwo Jugosławii. Jedenastka ze Splitu grała wówczas tak dobrze, że doczekała się przydomków „Mistrzostwie znad morza” czy nawet „Najlepszy zespół wszechświata i okolic". Čulić został zapamiętany jako bardzo pewny bramkarz, dysponujący dobrmi warunkami fizycznymi i refleksem. "Bariša” został w roku 1964 dołączony do Galerii Sław Hajduka Split jako jeden z największych bramkarzy w historii klubu. Karierę piłkarską zakończył w roku 1937. Po zakończeniu kariery założył własny zakład stolarski, w którym pracował aż do śmierci w roku 1948. Zmarł w 41 roku życia w zagrzebskiej dzielnicy Sljemen, z powodu gruźlicy.

## Kariera reprezentacyjna
W reprezentacji Jugosławii wystąpił 10 razy (w latach 1931 – 1935), zadebiutował 25 października 1931 w meczu przeciwko Polsce w Poznaniu przegranemu przez Jugosłowian 3:6. Čulić nie zaprezentował się w tym meczu dobrze, puszczając tylko dwie bramki i zastępując w 69 minucie bramkarza belgradzkiego zespołu SK Jugoslavija Jovana „Joco” Spasicia. W reprezentacji występy zakończył 1 stycznia 1935 w meczu przeciwko Rumunii w ramach Pucharu Bałkańskiego, wygranego przez Serbów 4:0. Čulić wraz z reprezentacją wywalczył to trofeum. Najlepszy mecz w reprezentacji Čulić zaliczył w roku 1934, kiedy to Serbowie pokonali Brazylię 8:4.
- 1. 25 października 1931, Poznań, Polska – Jugosławia 6:3
- 2. 7 czerwca 1933, Bukareszt, Jugosławia – Bułgaria 4:0
- 3. 11 czerwca 1933, Bukareszt, Rumunia – Jugosławia 5:0
- 4. 10 września 1933, Warszawa, Polska – Jugosławia 4:3
- 5. 3 czerwca 1934, Belgrad, Jugosławia – Brazylia 8:4
- 6. 2 września 1934, Praga, Czechosłowacja – Jugosławia 3:1
- 7. 16 grudnia 1934, Paryż, Francja – Jugosławia 3:2
- 8. 23 grudnia 1934, Ateny, Grecja 2:1
- 9. 25 grudnia 1934, Ateny, Jugosławia – Bułgaria 4:3
- 10. 1 stycznia 1935, Ateny, Jugosławia – Rumunia 4:0